# Vieux-Villez
Vieux-Villez ist eine Ortschaft und eine ehemalige französische Gemeinde mit 182 Einwohnern (Stand: 1. Januar 2022) im Département Eure in der Region Normandie. Sie gehörte zum Arrondissement Les Andelys und zum Kanton Gaillon.
Mit Wirkung vom 1. Januar 2016 wurden die früheren Gemeinden Aubevoye, Sainte-Barbe-sur-Gaillon und Vieux-Villez zu einer Commune nouvelle mit dem Namen Le Val d’Hazey zusammengelegt und besitzen seither in der neuen Gemeinde den Status einer Commune déléguée. Der Verwaltungssitz befindet sich im Ort Aubevoye.

## Lage
Vieux-Villez liegt etwa 18 Kilometer nordnordöstlich von Évreux.

## Bevölkerungsentwicklung
| 1962                      | 1968 | 1975 | 1982 | 1990 | 1999 | 2006 | 2013 |
| ------------------------- | ---- | ---- | ---- | ---- | ---- | ---- | ---- |
| 101                       | 94   | 86   | 110  | 134  | 160  | 192  | 194  |
| Quelle: Cassini und INSEE |      |      |      |      |      |      |      |

## Sehenswürdigkeiten
- Kirche Saint-Denis aus dem 12. Jahrhundert
- Schloss Corneille aus dem 16. Jahrhundert

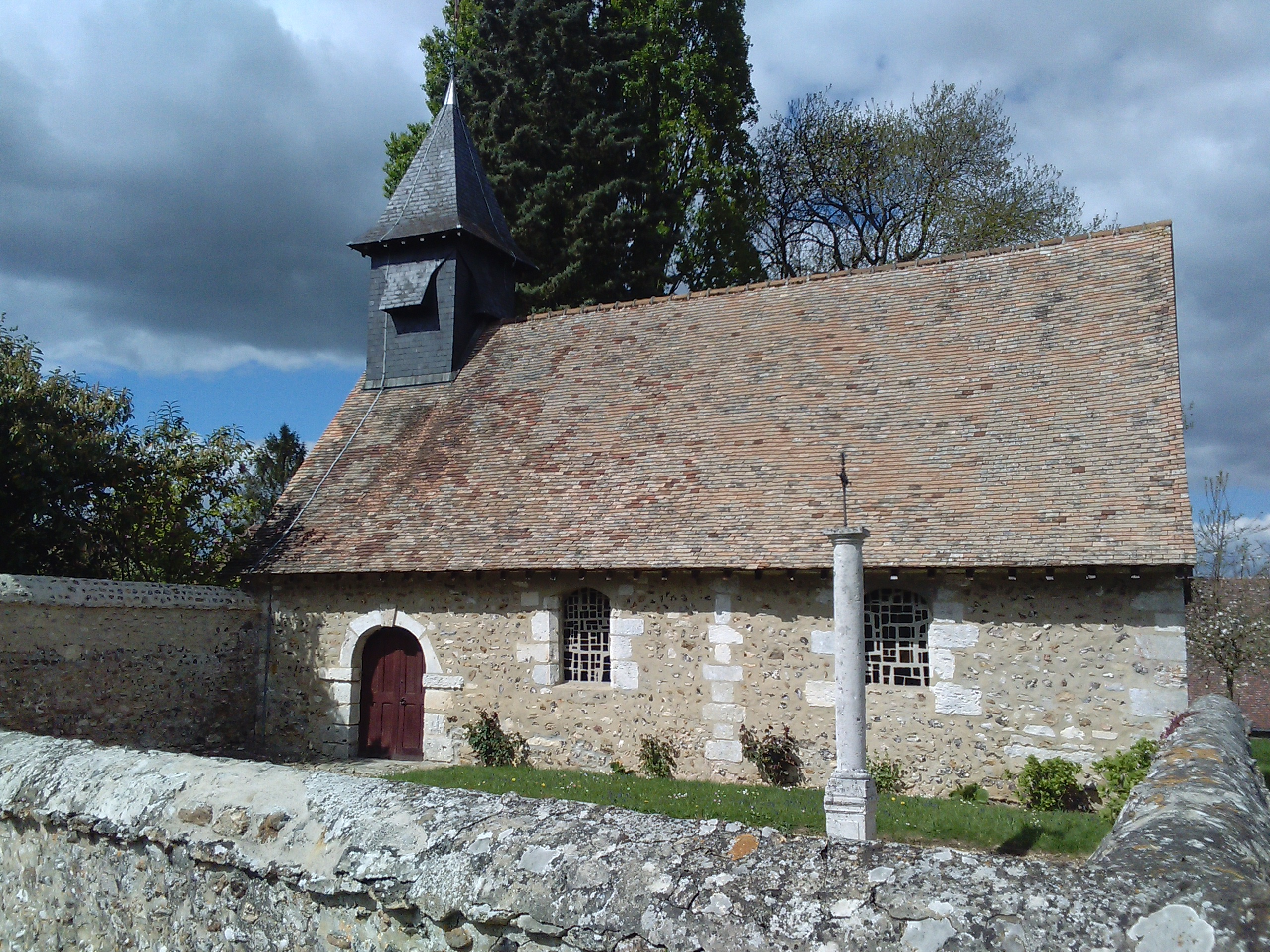
Kirche Saint-Denis